# Laccobius gracilis
Laccobius gracilis är en skalbaggsart som beskrevs av Victor Ivanovitsch Motschulsky 1855. Laccobius gracilis ingår i släktet Laccobius och familjen palpbaggar.

## Underarter
Arten delas in i följande underarter:
- L. g. sellae
- L. g. gracilis